# Peracantha
Peracantha is een geslacht van kreeftachtigen uit de klasse van de Branchiopoda (blad- of kieuwpootkreeftjes).

## Soort
- Peracantha truncata (O.F. Müller, 1785)